# Fælled
En fælled (gammel dansk: fæ = kvæg og lath = landområde) er et fælles græsningsareal, som hører til landsbyfællesskabet. Her havde de forskellige bønder, og i en vis udstrækning også husmændene, oprindelig deres kvæg gående mellem hinanden på græs. I nyere tid bliver fællederne brugt som fælles naturområde, sportsområde eller parkanlæg. Eksempler er de københavnske fælleder: Amager Fælled, Kalvebod Fælled samt de tidligere Nørre- og Østerfælleder (nu Fælledparken).
I overført forstand er "fælled" blevet en betegnelse for fælles ressourcer, hvilket bl.a. ligger bag betegnelsen "Creative Commons".